# Bjørnsund fyr
Bjørnsund fyr ist ein Leuchtfeuer an der westnorwegischen Küste in der Gemeinde Hustadvika im Fylke Møre og Romsdal. Das Leuchtfeuer befindet sich 26 Meter über der Meeresoberfläche auf der Insel Moøya der Inselgruppe Bjørnsund.

## Geschichte
Gebaut wurde das Leuchtfeuer 1871. Es war bis 1994 mit Personal besetzt. 1948 wurde Bjørnsund fyr elektrifiziert, 1955 mit einem Funkfeuer und 1977 mit Radar nachgerüstet. Seit 1955 gibt es dort ein Typhon, welches das alte Nebelhorn von 1917 ersetzte.
Am 8. Oktober 2017 wurde es als Kulturdenkmal unter Schutz gestellt.